# 安来節
安来節（やすぎぶし）は島根県安来市の民謡。「どじょうすくい踊り」の唄としても知られる。

## 歴史
安来節の原型は江戸時代の中期に歌われるようになった七七七五調の歌謡音曲とされる。北前船の寄港地であった安来港では船頭らによって佐渡おけさや追分節が歌われるなど民謡の交流が盛んだった。特に天保年間に「おさん」という芸妓が独創で唄った「さんこ節」は安来節の節回しによく似たものだったとされる。さらに嘉永年間には安来町の鍼医の大塚順仙が「さんこ節」の改良を行ったとされ、それが複数の民謡の影響を受けながら発展したものが安来節と考えられている。
安来節が現代のような形になったのは明治時代とされ、明治初期には出雲地方で安来節は大流行した。地元で8月に開催される月の輪まつりでは、幾百組の男女が編笠と頬かむりで面白い身振りをしながら町を練り歩いたという。一方で正調の安来節を伝えるべく1911年（明治44年）に安来節保存会が組織された
明治後年になって初代渡部お糸らによって出雲から全国的な巡業がなされた。安来節の家元は代々「渡部お糸」を襲名している。
大阪では吉本興業部（後の吉本興業）が寄席の不況打開策として安来節を取り入れることとし、吉本せいの弟の林正之助が安来に赴いて唄い手や踊り手のスカウトを行い道頓堀の興行で成功を収めた。これを契機に大正期には東京（木馬館）と大阪に安来節の専門館が誕生した。着物の裾をまくり、赤い腰巻が見えるお色気で、寄席では正之助の仕掛けた諸芸バラエティ路線の花形として当初扱われ、添え物であった萬歳が変遷し、しゃべくり漫才として主役に躍り出る揺籃となった。
大阪のブームを見た根岸吉之助は1922年（大正11年）6月、それまで軽演劇を出していた東京浅草公園六区・常盤座に安来節をかけた。

その好評を見た興行師大森玉木により玉木座、帝京座などで大ブームを起こし、時に遊楽館、松竹座、大東京、十二階劇場、日本館、木馬館で公演され（地元から一座が多くやってきた）、それゆえ浅草では必ずどこかで安来節がかかっているといわれた。大和家三姉妹が、1923年 (大正12年)大東京と十二階劇場を掛け持ち出演し、そのわずか200メートルの距離を走って間に合わせようとしたが、人出の多さに1時間もかかったという。
2014年（平成26年）に安来節は安来市無形民俗文化財に指定された。
2016年（平成28年）には「出雲國たたら風土記」が日本遺産に認定され、民謡安来節はその構成文化財となった。
2018年（平成30年）の連続テレビ小説『わろてんか』では吉本せいがヒロインのモデルとなり、ドラマでは島根から安来節の踊り子4人を呼び寄せて「安来節乙女組」を結成するシーンとして描かれた。

## ラジオ放送
- 1926.2.9 安来節初放送、佐々木夏子、秋口大丸[10]

## 踊りと余技

### どじょうすくい

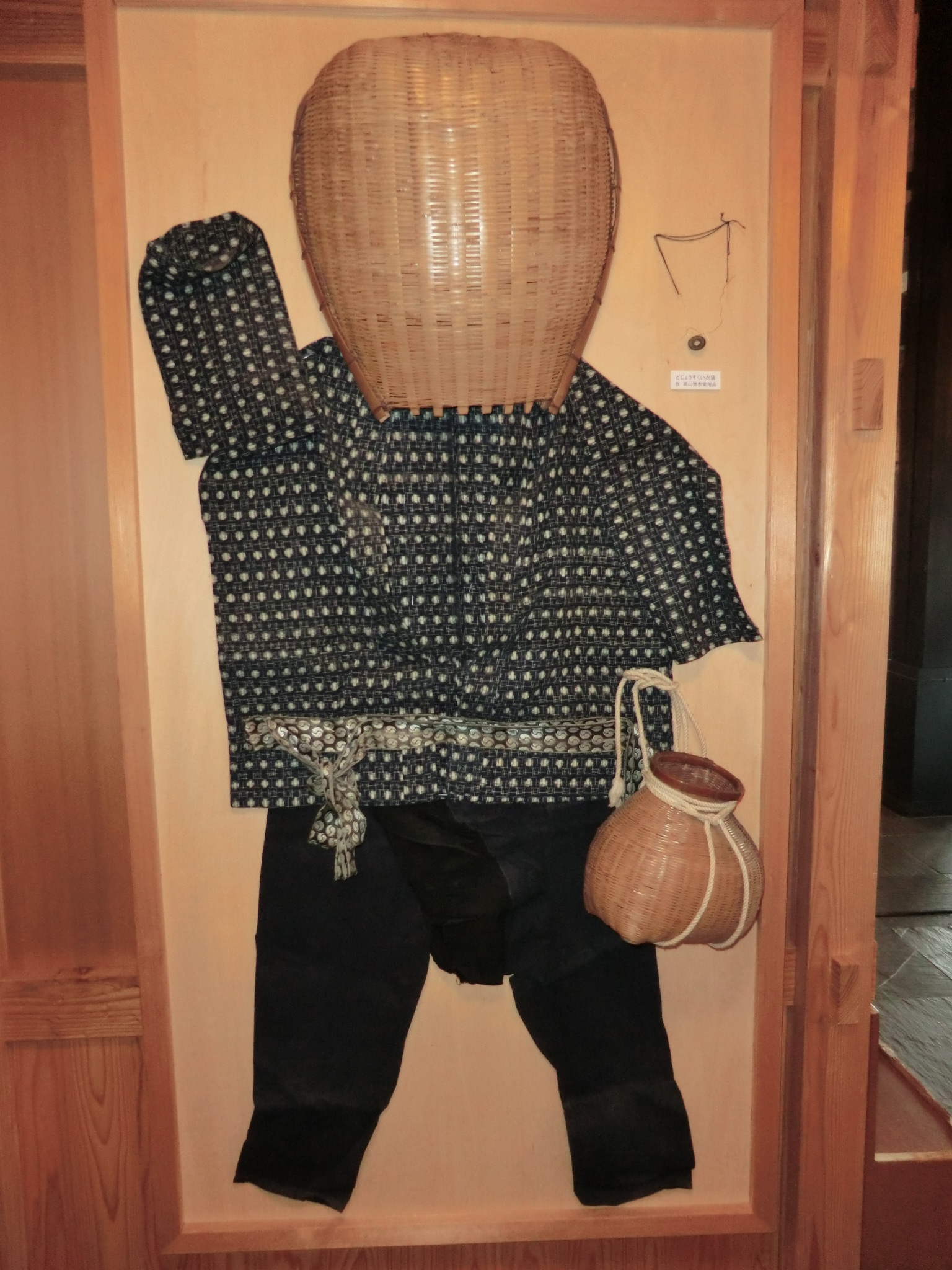
安来節演芸館に展示されている「どじょうすくい」の服装

安来節には付き物として、ともに踊る伝統的な「どじょうすくい」があり、代表的な御座敷芸とされている。
踊りには大きく分けて「男踊り」と「女踊り」がある。「男踊り」ではカスリの上着とズボン姿で、手ぬぐい（豆絞り）を頭に被り一文銭の鼻あてを付け、びくを腰に下げてザルを手に持つ。男踊りの場合は厳密には決まった形はないため、演者がアドリブで踊ることも許されている。「女踊り」は二人一組で踊る。
男踊りのどじょう掬いは、実はこの周辺の名産である安来鋼を作るたたら吹き製法の際に原料として使われる砂鉄採取の所作を踊りに取り込んだものとされる。一説には「どじょう」は「土壌」であると云う。しかしながら、実は本当に踊りながら（振り付けのドジョウが逃げる動作も含めて）ドジョウがすくえてしまうということも発見されている（探偵!ナイトスクープ（朝日放送テレビ（ABCテレビ））の依頼より）。

### 銭太鼓
安来節の余技として独特の手振り調子で踊りの伴奏として使用される銭太鼓がある。

## 町おこし
安来市では学校や交流センターに安来節の指導者を派遣する安来節教室開催事業を行っている。
どじょうすくいをベースに独自の踊りの流派を名乗って活動しているグループもあるほか（一宇川流踊りなど）、踊りを現代風にアレンジした「パラパラ安来節」なども登場している。
安来節の流行により全国的に知名度が高まった安来市はドジョウ料理を観光資源にしており、伝統的な調理法に加えて、ご当地グルメとして「安来ドジョウ寿司」を開発している。
島根県立安来高等学校の当時２年生の生徒が総合的な探究の時間で１０００人が安来節の銭太鼓を演じる「１０００人銭太鼓プロジェクト」という企画を立ち上げた。2022年夏頃から活動を始め、翌年2023年3月23日に￼￼島根県立安来高等学校YouTubeチャンネルにて「１０００人銭太鼓【Music Video】」が公開された。また、やすぎどじょっこテレビでも不定期で放送されている。※YouTubeは現在非公開

## 安来節演芸館
安来節の公演施設として、観光客の誘致、伝統芸能の伝承と普及、市民への娯楽提供などを目的に、2006年（平成18年）1月15日に安来節演芸館が開館した。
館内設備老朽化に伴い、2023年3月から約１年間の休館を行い、翌年2024年5月26日に新たな指定管理者の元、グランドオープンをした。